# Йоан Анагност (историк)
 Тази статия е за византийския историк.  За зографа от Самарина вижте Йоан Анагност (зограф).  
Йоан Анагност (на гръцки: Ιωάννης Αναγνωστός, Йоанис Анагностос) е византийски историк от XV век, известен със съчинението си „Разказ за последното завладяване на Солун“ (Διήγησις περί τῆς τελευταίας άλώσεως τῆς Θεσσαλονίκης), първостепенен исторически източник за падането на Солун в ръцете на османските турци в 1430 година.

## Предистория
Османците завладяват втория по големина византийски град Солун в 1387 година, но в началото на следния век го връщат на Империята. В 1422 година османците започват нова обсада на града и императорите Мануил II Палеолог и Йоан VIII Палеолог, неспособни да осигурят отбраната му, в 1423 година го предават на Венецианската република. На 29 март 1430 година султан Мурад II започва щурм на града, който пада след четири дни. Седемте хиляди християнски жители на Солун са продадени в робство, а всички църкви са превърнати в джамии.

## „Разказ за последното завладяване на Солун“
Йоан Анагност, тоест Четец, е клирик с неизвестен сан и е свидетел на описваните от него събития от март 1430 година. Според Царас, редактора на последното научно издание на Анагност от 1958 година, от 22-те глави на „Разказа“ на Йоан Анагност принадлежат само първите 12 – с повествованието за похода на османската армия, начело със султан Мурад II срещу Солун, защитните мерки на венецианците, за духа на гражданите. Описана е и четиридневната обсада на града и падането му. Глави 13 – 22 са написани от друг автор, след падането на Константинопол в 1453 година, и в тях по разкази на очевидци в детайли са описани последиците от падането на града. Дело на втория автор е и заглавието.
Трудът на Анагност е подобен на този на Йоан Канан, описал неуспешната обсада на Константинопол в 1422 година. За разлика от Канан обаче, Анагност пише не на народен език, а спазвайки всички правила на литературния език и чистотата му. Разказът му е правдив и натуралистичен. В текста на „Разказа“ има съвпадения с разказа на Йоан Камениат за завладяването на Солун от арабите в 904 година. Явно Йоан Анагност е познавал съчинението на Каминиат и се е опитал да съпостави историческите събития от различните епохи.
Трудът на Анагност е първостепенен исторически източник и заедно със запазената кратка менодия за превземането на Солун, приписвана на Йоан Анагност, е издаден за пръв път в 1838 година в поредицата „Corpus Scriptorum Historiae Byzantinae“. Менодията вероятно също е дело на втория автор.